# Srdeční cyklus

Práce při srdečním cyklu na schématu příčného řezu srdce. Levá komora s mitrální chlopní (vpravo), pravá komora s trikuspidální chlopní (vlevo).

Srdeční cyklus je definován jako rytmické střídavé stahování a uvolňování srdečních síní a komor, k nimž dochází při každém úderu srdce a které slouží k přečerpávání krve do různých částí srdce a do celého těla. Každý srdeční cyklus má diastolickou fázi neboli diastolu, kdy jsou srdeční komory ve stavu uvolnění a plní se krví, která přichází ze žil, a systolickou fázi neboli systolu, při níž se srdeční komory stahují a pumpují krev tepnami směrem k periferii. Během srdečního cyklu se mění tlak krve a krev se přesouvá z míst s vysokým tlakem do oblastí s nízkým tlakem. Pohyb krve usměrňují chlopně uvnitř srdce a zajišťují, že krev proudí pouze jedním směrem.
U člověka se v klidovém stavu srdeční cyklus opakuje asi 70krát za minutu a srdce přečerpá přibližně 5 litrů krve. Rychlost srdečního rytmu je u jednotlivce proměnlivá, ale u každého organismu je druhově specifická.
Rozlišují se čtyři fáze srdečního cyklu – izovolumické kontrakce a ejekce jsou součástí systoly a izovolumická relaxace a plnicí fáze jsou součástí diastoly.

## Průběh
Srdeční cyklus je série tlakových změn, které probíhají při každém úderu srdce. Díky nim může krev proudit do různých částí srdce a do celého těla. Tyto tlakové změny vznikají jako vodivé elektrochemické změny v myokardu a vedou ke kontrakci srdečního svalu. Pohyb krve uvnitř srdce usměrňují chlopně, které zabraňují zpětnému toku krve. Existují dva typy chlopní, síňokomorové cípaté chlopně (dvojcípá a trojcípá) a poloměsíčité chlopně (aortální a plicní). Chlopně se otevírají a zavírají na základě tlakových rozdílů. Pokud tlakový rozdíl kopíruje směr proudění krve, chlopně se otevírají. Pokud je rozdíl tlaků proti směru toku krve, chlopně se zavírají, aby zabránily proudění krve nesprávným směrem. Rytmická srdeční činnost vyvolá tlakovou tepovou vlnu, která se šíří arteriálním řečištěm a způsobuje změny tlaku a objemu, které se graficky znázorňují v podobě Wiggersova diagramu nebo žilních tlakových drah.
Celý srdeční cyklus zdravého lidského srdce zahrnuje úplnou relaxaci a kontrakci síní i komor a trvá obvykle 0,8 sekundy. Při srdeční frekvenci 75 tepů za minutu trvá systola komor (kontrakce), kdy krev proudí z obou srdečních komor, 0,3 sekundy a diastola, kdy se srdeční síně a komory znovu naplní, 0,5 sekundy. V klidovém stavu přečerpá srdce každou minutu přibližně 5 litrů krve, ale během cvičení se toto množství může výrazně zvýšit.

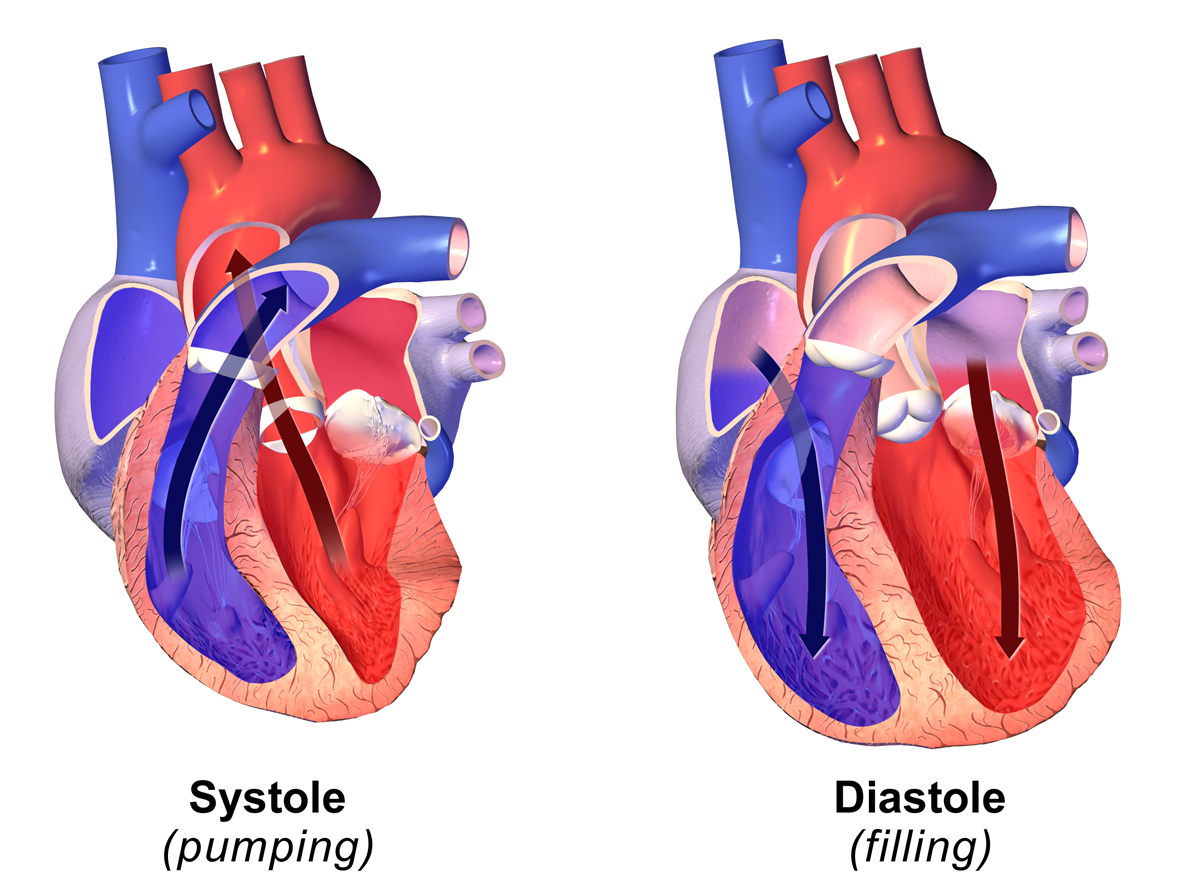
Systola (vypuzování) a diastola (plnění)

Srdeční cyklus lze rozdělit do čtyř fází:
- Fáze plnění – dochází k naplnění komor krví

- Izovolumická kontrakce – komory se stahují, ale protože jsou srdeční chlopně uzavřeny, objem zůstává konstantní. Tím se v komorách zvyšuje tlak, který je důležitý pro vytlačení krve do aorty a plicního kmene.
- Ejekční fáze – komory se nadále stahují, chlopně se otevírají a krev se pumpuje do aorty a plicního kmene.
- Izovolumická relaxace – komory se uvolní a jsou připraveny znovu se naplnit krví v další plnicí fázi.

Fáze izovolumické kontrakce a ejekce jsou součástí systoly a izovolumická relaxace a plnící fáze jsou součástí diastoly.

### Fáze plnění
V diastole jsou síně i komory uvolněné. Krev pasivně proudí z duté žíly do pravé síně, z plicních žil do levé síně a přes síňokomorové chlopně (dvojcípá a trojcípá) do obou komor. Komory se plní zpočátku velmi rychle, naplní se z osmdesáti procent již během první čtvrtiny trvání diastoly. Rychlost plnění komor se postupně zpomaluje. Na konci diastoly se stáhnou síně a vstříknou do komor malé množství krve navíc. Tím se tlak v komorách zvýší natolik, že je vyšší než v síních, což způsobí uzavření síňokomorových chlopní. Současně dochází k odpovídajícímu poklesu arteriálního krevního tlaku na jeho minimum (diastolický krevní tlak), u člověka obvykle kolem 80 mmHg.

### Izovolumická kontrakce
Jedná se o první část systoly komor. Při zahájení kontrakce jsou všechny chlopně uzavřeny, což znamená, že z komor nemůže unikat žádná krev. Objem krve v komorách se nemění, ale  zvyšuje se nitrokomorový tlak. Když tlak v komorách převýší tlak v síních, krev proudí směrem k síním a vydává první (systolickou) srdeční ozvu. Fáze izovolumické kontrakce trvá přibližně 50 ms.

### Ejekční fáze
Dochází k dokončení systoly komor. Jakmile tlak v komorách převýší tlak v aortě a plicnici, otevřou se poloměsíčité chlopně (aortální a plicní) a krev je ze srdce vypuzena do velkých tepen. Během systoly dosahuje arteriální krevní tlak svého maxima (systolický krevní tlak), u člověka obvykle kolem 90 až 120 mmHg.

### Izovolumická relaxace
Na konci systoly, přibližně po 330 ms, se komory začnou uvolňovat (komorová diastola), tím se v nich sníží tlak a krev má tendenci proudit z velkých tepen zpět do komor. Dochází k uzavření obou poloměsíčitých chlopní, které se projevuje jako druhá (diastolická) srdeční ozva. Po uzavření chlopní se komory dále uvolňují, nitrokomorový tlak se stále snižuje, ale objem krve v komorách se nemění. Mezitím se opět naplnily síně a tlak v nich vzrostl natolik, že dojde k otevření síňokomorových chlopní. Komory se poté začnou plnit krví a celý cyklus začíná znovu.